# ヌクマム
ヌクマム（ベトナム語：Nước mắm / 渃𩼕）、日本語表記は「ヌクナム」「ヌックマム」「ヌォクマム」「ニョクマム」などとも）は、ベトナム料理で使われる調味料で、小魚と塩を原料とする魚醤の一種。

## 概要
魚介類に塩を加えて発酵させた食品「マム（mắm）」の一種である。小魚と塩を壺や樽に入れ、冷所で6か月から12か月間熟成させたものの浸出液がヌクマムである。ベトナム料理で使われる頻度が高いためにベトナムを代表する味ともいわれ、その役割は日本料理で使われる醤油にも例えられる。砂糖、ニンニク、トウガラシ、ライムなどと合わせてヌクチャムというつけ汁にもされる。
下級のヌクマムは臭気が強いことでも知られ、初めて口にするときに抵抗を感じる人間も多い。ヌクマムを煮炊きに使った時に出る臭気は、くさやに例えられることもある。ヌクマムには多量のアミノ酸とカルシウムが含まれ、タンパク質も多く含むことからダイバーや漁師が体を温めるために飲むこともある。

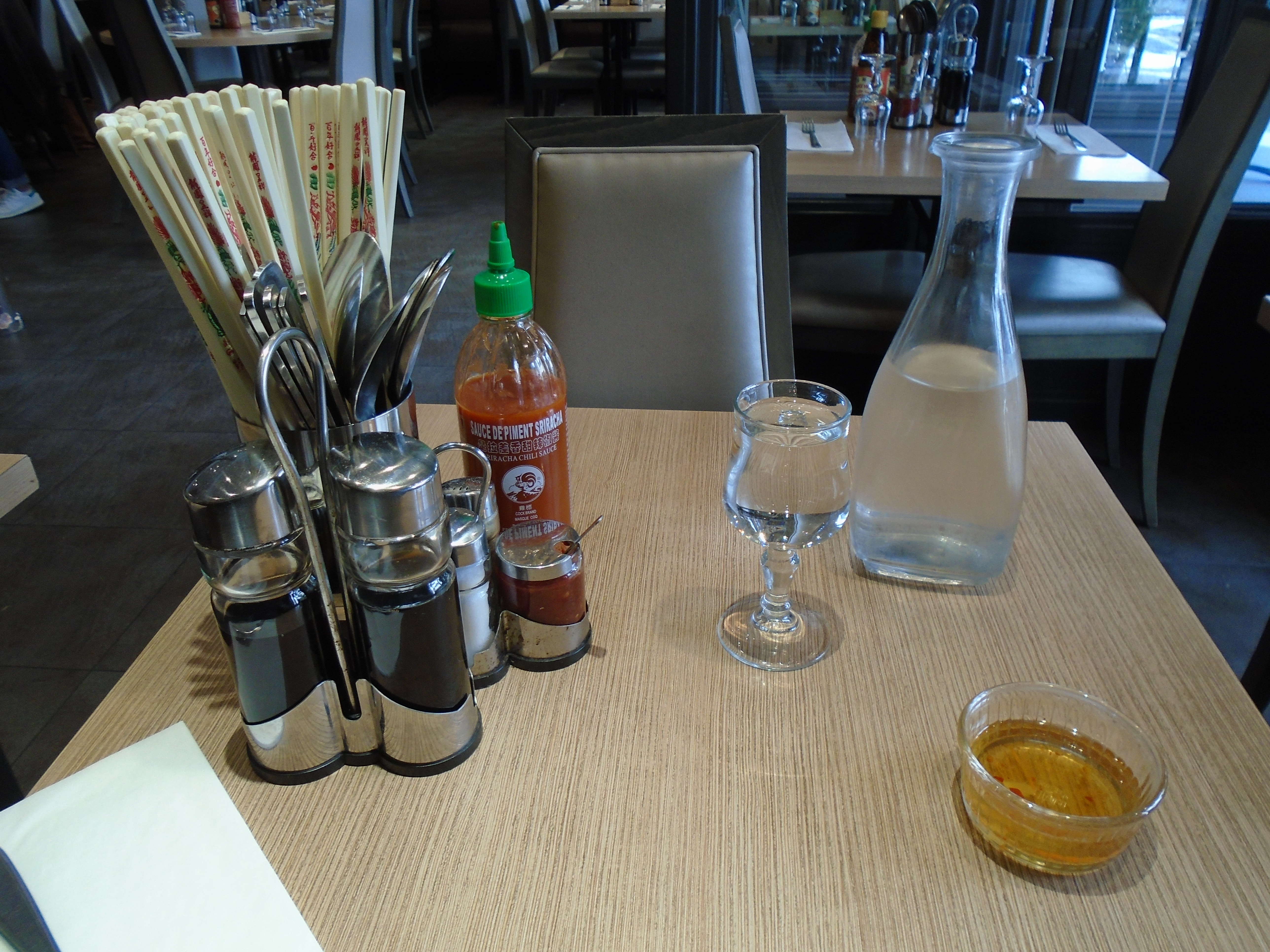
フランスパリでも提供されているヌクマム

かつてのベトナムの海沿いの地域では、それぞれの家庭で独自のヌクマムが造られており、「地酒の数ほどヌクマムが存在する」という格言も存在する。発酵食品であるため長期の保存が可能であり、また、寝かすことで味に深みが出るため重宝されていた。18世紀後半には既にヌクマムはベトナム料理に使われていたが、それ以前の時代の史料にヌクマムに関する記述は確認されていない。ヌクマムが初めてベトナムの文献に現れるのは、1770年代から1790年代にかけて起きた内乱の記述だと考えられている。また、ヌクマムは中国から伝えられたという説も存在する。
同様のものとして、タイ王国にはナンプラー（ラオスではナムパー）、カンボジアにはトゥック・トレイが存在する。

## 製法

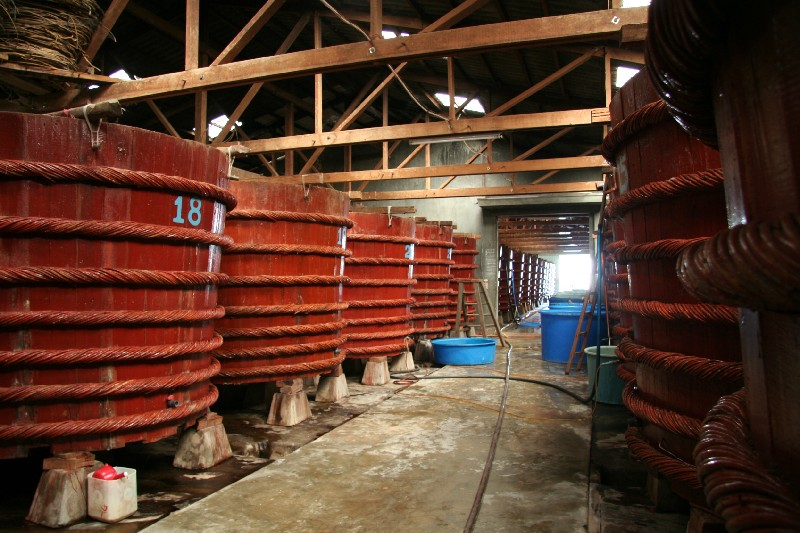
ヌクマムが製造される工場

過去には自家製のヌクマムが多く造られていたが、工場での製造も盛んになっている。
原料となる魚は海水魚が一般的であり、イワシとムロアジが使われることが比較的多い。ムロアジ属のカーヌク、カタクチイワシ属のカーラブから作られるヌクマムが高品質のものとされている。淡水魚を原料とするヌクマムは味が悪いとされ、魚や食肉の煮物に使われることが多い。

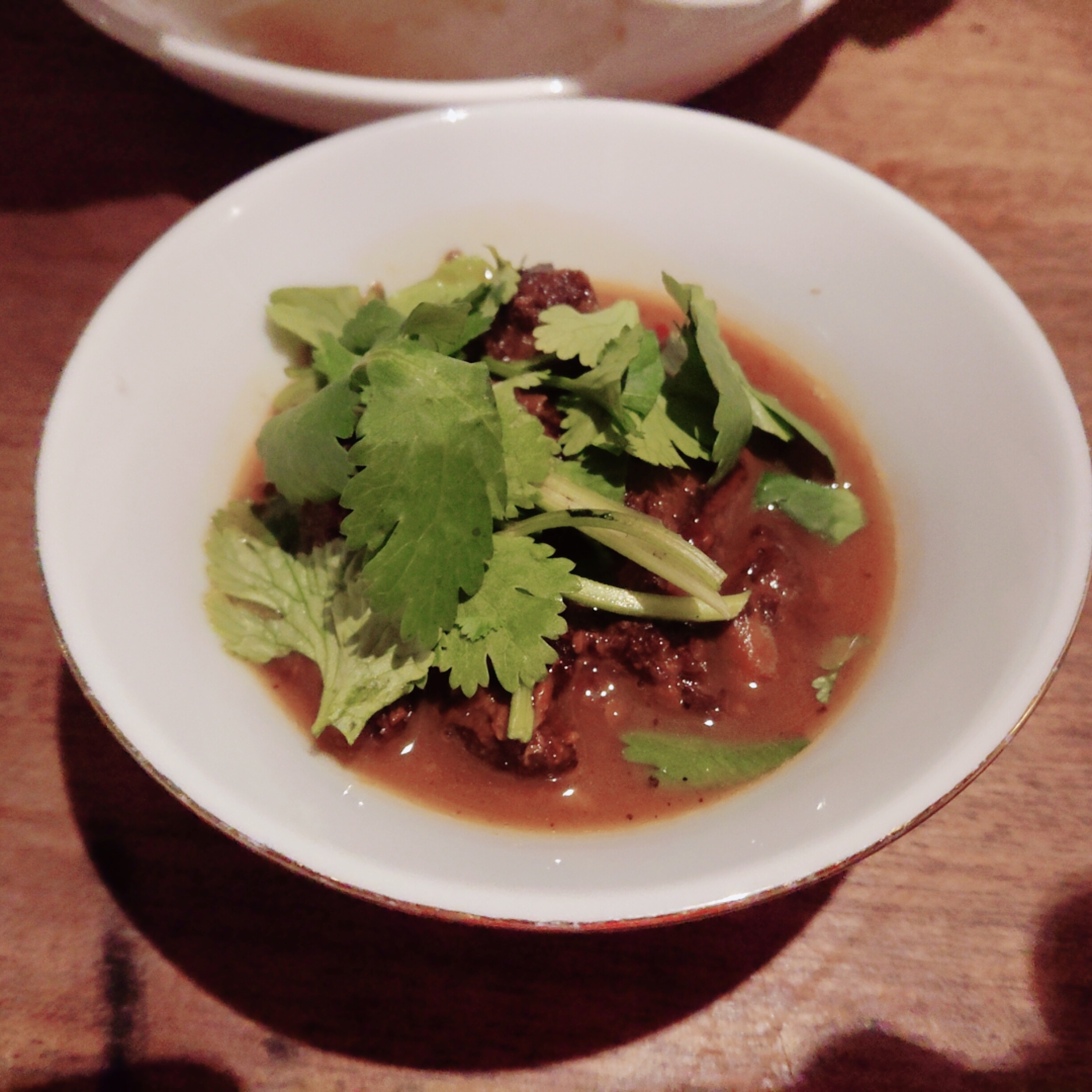
ホーチミン市で提供されるヌクマムで軟骨を煮込んだ料理

底に網を張って石を敷き詰めた水槽の中に、塩をすり込んだ小魚と塩を交互に重ね入れて発酵が進められる。魚を漬け込んでから1か月間毎朝タンクの中を撹拌し、1週間が経過した後は撹拌のたびに塩が追加される。発酵・熟成が進んで魚から液体が分離した後、水槽の下にある蛇口から液体が取り出されてフィルターにかけられる。タンクから最初に絞り出した液体は高級品となり、一番絞りの液の一部と塩をタンクに入れて撹拌し、再び液体が絞り出される。一番搾りのヌクマムには加熱殺菌と濾過が施され、生食用として出荷される。二番絞り、三番絞りの液体には加熱を行わずに濾過のみがされ、炒め物用の調味料として出荷される。フークオック島、ファンティエットがヌクマムの名産地として知られている。